# M45 Quadmount

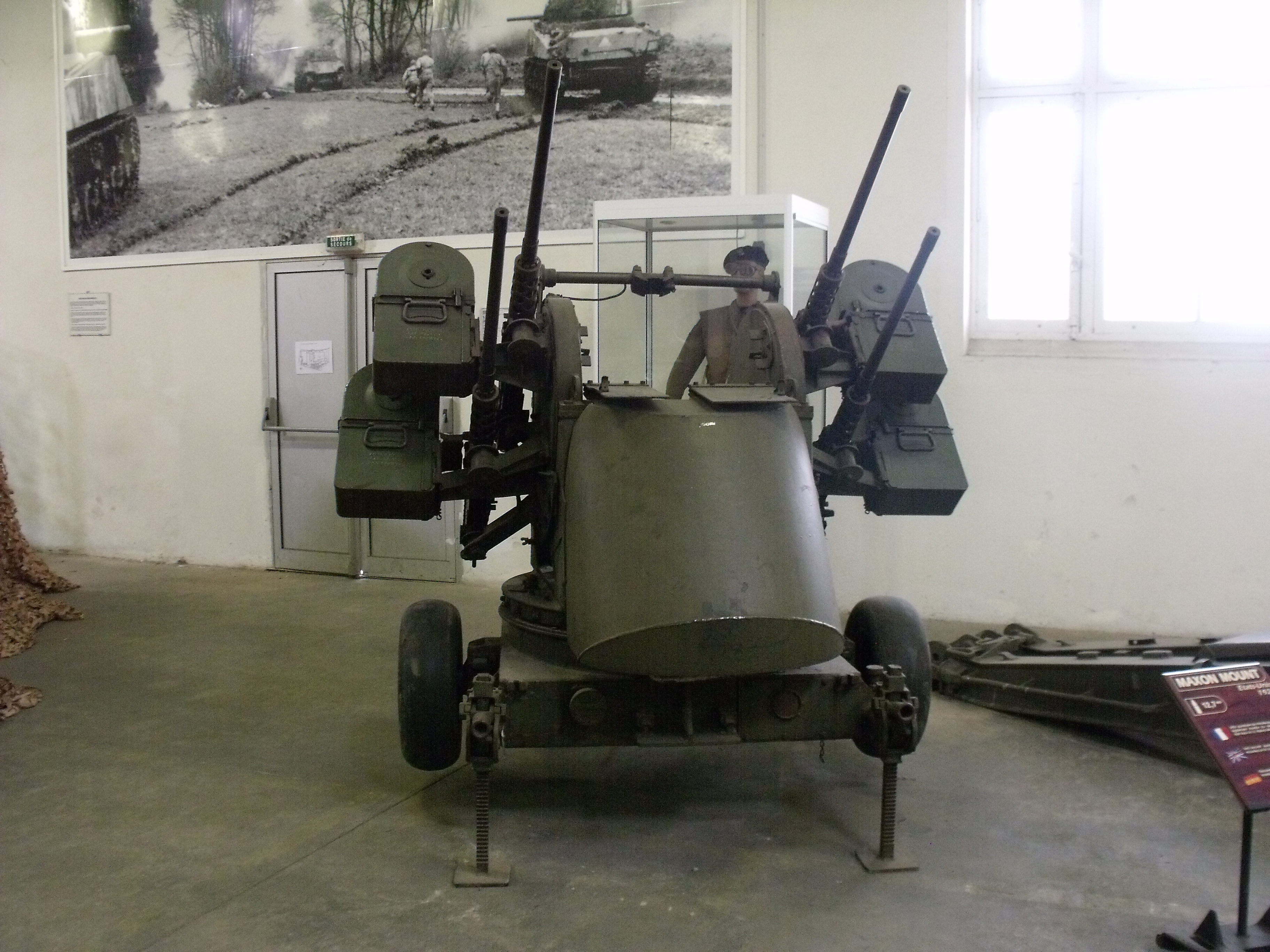
Maxon M45 Quadmount au Musée des blindés de Saumur.

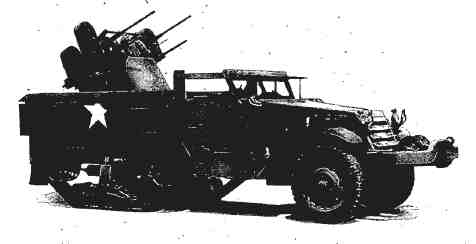
M16 MGMC avec le M45 Quadmount visible.

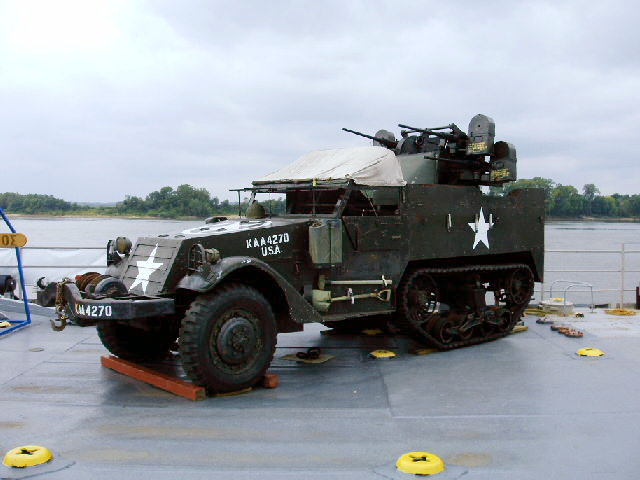
M16 MGMC avec le M45 Quadmount visible.

Le M45 Quadmount est un équipement militaire de lutte antiaérienne composé de quatre mitrailleuses Browning M2 montées en une paire de chaque côté d'une tourelle mue par énergie électrique, l'affut Maxon. Il entre en service pendant la Seconde Guerre mondiale.
Destiné à être embarqué sur des véhicules, il connut ses heures de gloire dans la version l'associant au Halftrack M3 : le M16 MGMC (Multiple Gun Motor Carriage). L'usage anti-infanterie se montra plus efficace que sa destination initiale, malgré son blindage faible, obtenant le surnom de meat chopper (« découpeur de viande »).
Construit par Maxon Mfg. Co. pendant la Seconde Guerre mondiale pour les États-Unis, c'est une version améliorée du M33 Twinmount. 
Le M45 Quadmount était utilisé par deux chargeurs et un canonnier. La tourelle tournant sur presque 360 degrés, avec un angle vertical compris entre −10 et +90 degrés. Chacune des quatre boîtes de munitions contenait 200 cartouches. La portée pratique en mode antiaérien est de 700 mètres.